# Paranerita gaudialis
Paranerita gaudialis är en fjärilsart som beskrevs av William Schaus 1905. Paranerita gaudialis ingår i släktet Paranerita och familjen björnspinnare. Inga underarter finns listade i Catalogue of Life.